# Salagnon
Salagnon is een gemeente in het Franse departement Isère (regio Auvergne-Rhône-Alpes). De plaats maakt deel uit van het arrondissement La Tour-du-Pin. Salagnon telde op 1 januari 2022 1.484 inwoners.  

## Geografie
De oppervlakte van Salagnon bedroeg op 1 januari 2022 8,21 vierkante kilometer; de bevolkingsdichtheid was toen 180,8 inwoners per km².

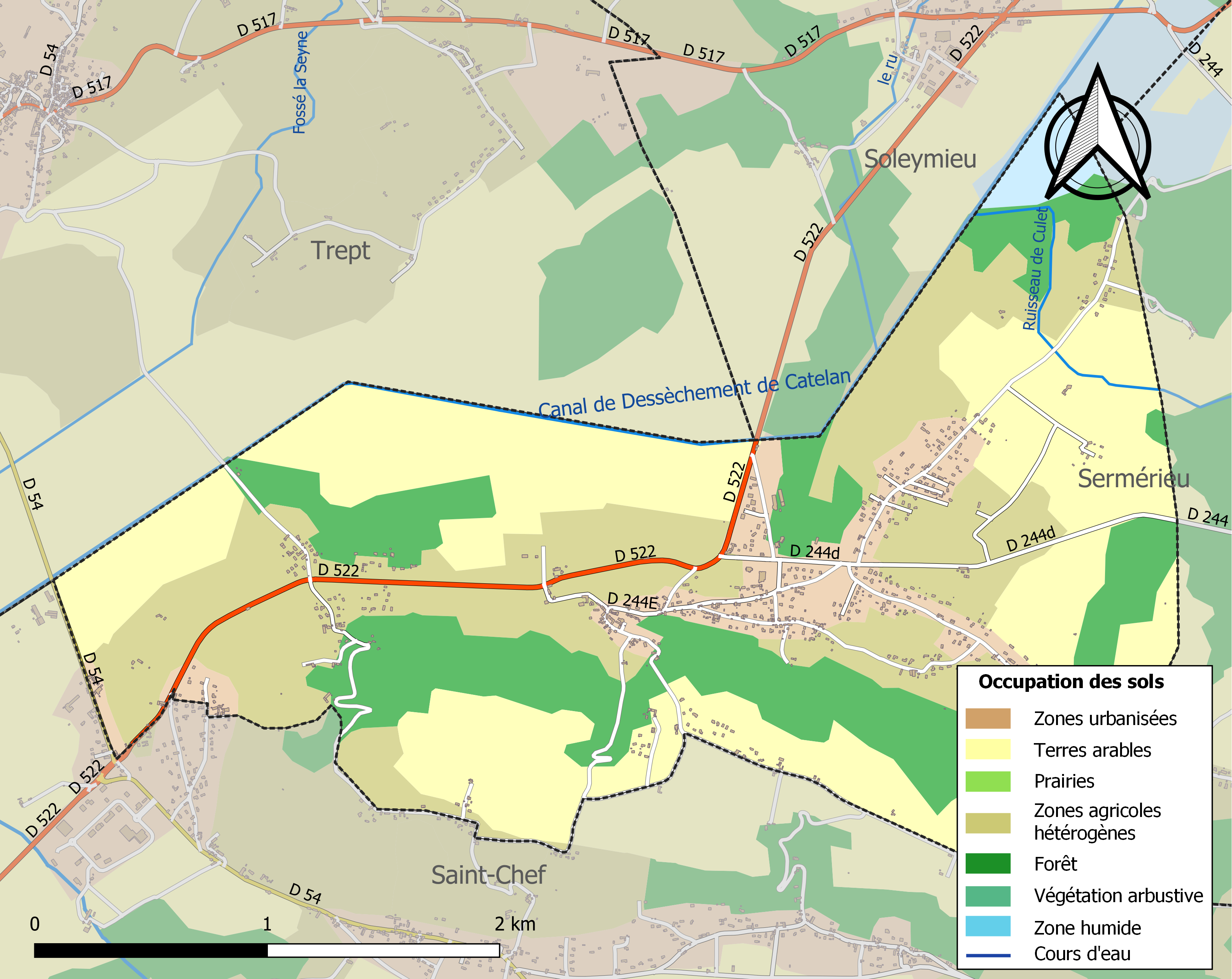
Kaart van de gemeente met de belangrijkste infrastructuur, bodemgebruik en omliggende gemeenten

## Demografie
Onderstaande figuur toont het verloop van het inwonertal (bron: INSEE-tellingen).